# Monte Carmelo (Barcellona)

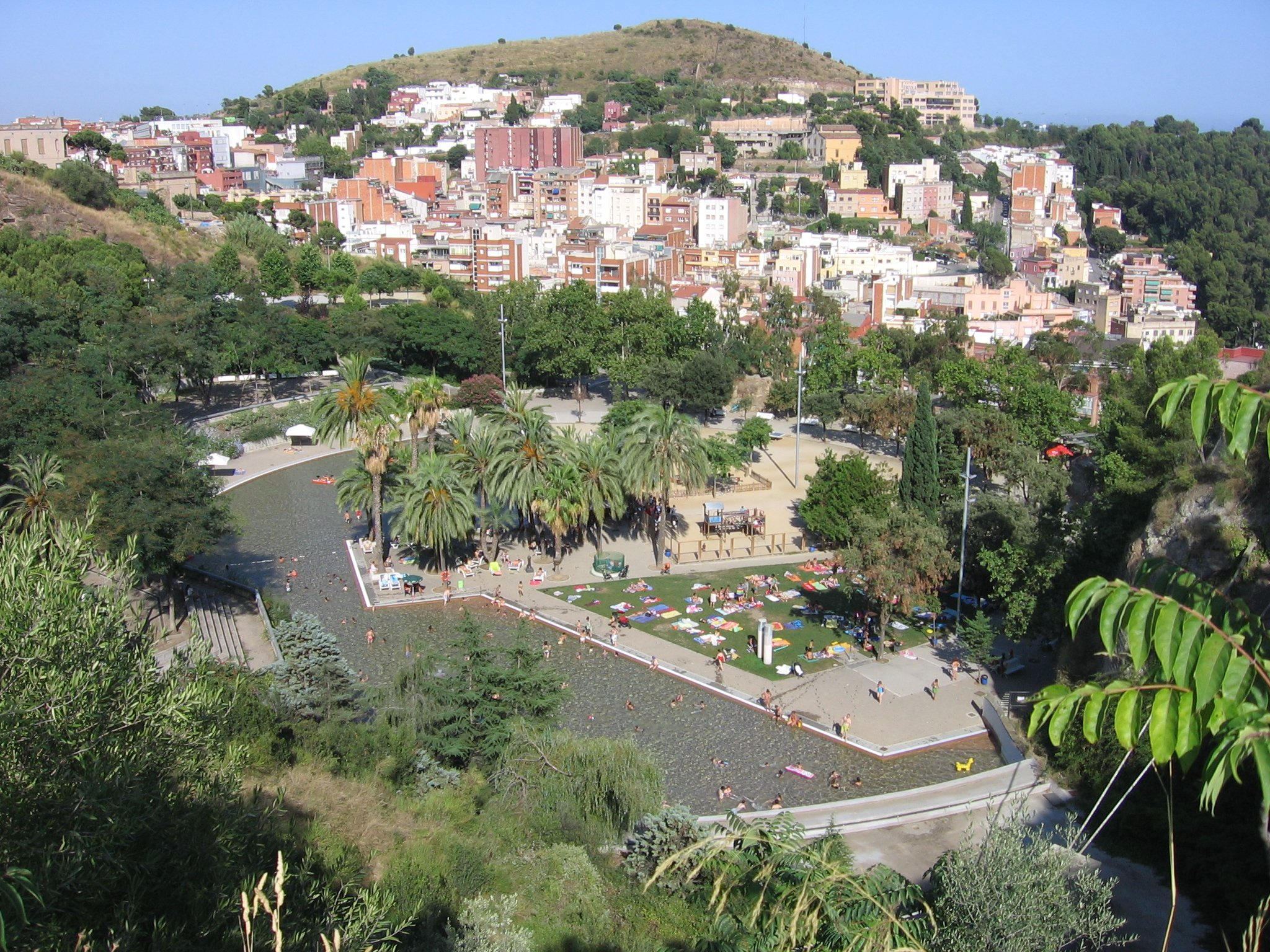

Il Monte Carmelo (in catalano Turó del Carmel) è una collina di Barcellona. Situata a nord-est, domina il quartiere El Carmelo e forma parte del Parque de los Tres Cerros (parco delle tre colline) insieme ai due colli Turó de la Rovira e Turó de la Creueta del Coll. 
Conosciuto anticamente come Turó d'en Móra, ha acquisito il nome attuale dal santuario di Nostra Signora del Monte Carmelo (Santuario de Nuestra Señora del Monte Carmelo), costruito su uno dei suoi versanti nel XIX secolo. È conosciuto anche come la montagna pelata per la carenza di vegetazione. Sul versante sud-est si trova il famoso Parco Güell, progettato dal celebre architetto Antoni Gaudí, mentre a nord si trova il Parque del Carmelo.

## Caratteristiche
Il suo nome è legato al fenomeno migratorio che ebbe luogo durante la prima metà e parte della seconda del XX secolo nel quale numerose famiglie, provenienti soprattutto dal sud della Spagna (Andalusia, Estremadura e Castiglia-La Mancia), si stanziarono sul colle e nel quartiere del Carmelo.
La zona è attraversata dalla linea 5 della metropolitana di Barcellona, opera che ha comportato vari incidenti e danneggiato i vecchi edifici del quartiere.